# Збірна Тибету з футболу
Збірна Тибету з футболу — національна збірна команда тибетського народу з футболу, не визнана асоціаціями ФІФА та УЄФА. Є членом федерації футбольних асоціацій невизнаних держав і територій КОНІФА.